# 重野滉人
重野 滉人 (しげの ひろと、1992年6月22日 - ) は日本の俳優。
月の羊所属。
神奈川県横浜市出身。

## 経歴
19歳の時に俳優として活動を始める。
2011年、映画『ゴメンナサイ』で映画初出演。
エキストラ出演を経て、自主映画や学生映画などに出演をして経験を積む。
また自身でも自主映画を制作しており、ショートムービー『ある晴れた日の一日』や短編作品の『十一時五十六分三十秒』などがある。
キャットパワー、ザッコ、トランスパレンチの所属を経て、現在の所属は月の羊。

## 人物
趣味は映画鑑賞、カメラ、散歩。
特技は野球、卓球。
小学校から高校時代まで野球をしていた経験がある。
ウェイン・ワン監督の1995年映画『スモーク』を好きな映画の一本として挙げている。

## 出演

### 映画
- ゴメンナサイ（2011年10月29日、Thanks Lab.）
- おばけ（2014年7月15日）
- 夜があけたら（2014年10月25日、ENBUゼミナール） - 吉田浩人 役
- 野球部員、演劇の舞台に立つ!（2018年2月24日、パンドラ）
- 音量を上げろタコ!なに歌ってんのか全然わかんねぇんだよ!!（2018年10月12日、アスミック・エース） - ナムグン 役
- 億男（2018年10月19日、東宝）
- 十一時五十六分三十秒（2019年） - 監督・脚本・出演
- 爆裂魔神少女 バーストマシンガール（2019年11月22日、アルバトロス・フィルム）
- レイのために（2019年）
- ぼくときみとそして死と（2022年） - 監督・脚本・出演[1]。[2]。

### テレビドラマ
- 十九歳（2017年3月27日 - 31日、フジテレビTWO ドラマ・アニメ / 2017年4月5日、フジテレビ）
- 奪い愛、冬（2017年1月20日 - 3月3日、テレビ朝日）
- GIVER 復讐の贈与者（2018年7月14日 - 9月29日、テレビ東京）

### 配信
- 三浦大輔WS試演会 役者の証（2020年8月8日 - 8月10日）

### CM
- DODA どこへだって行ける篇（2017年1月 - ）
- 大正製薬 大正漢方胃腸薬 ラーメンモンスター篇（2017年11月 - ）
- スシロー
- セブン-イレブン 夜セブン（2017年11月 - ）
- フリサケ 「変えていくチカラ」篇（2022年8月 - ）
- 森永乳業 マウントレーニア もしも東京の真ん中に山があったら篇（2023年3月 - ）

### ラジオCM
- クレディセゾン 「一緒なら、きっと、うまく行くさ……行くさ。」篇（2016年6月 - ）

### ミュージック・ビデオ
- 四丁目のアンナ 「怪獣」（2019年11月22日）
- これからのこと 「秋風」（2019年）
- ハンブレッダーズ 「再生」（2021年11月7日）
- Thinking Dogs 「エキストラ」（2021年11月8日）
- 緑黄色社会 「ブレス」（2022年7月4日）

### ショートムービー
- ある晴れた日の一日（2020年7月14日） - 監督・脚本・出演
- ユートピア（2023年6月30日） - 監督・脚本